# Blažo Đukanović
Blažo Đukanović (ur. 1883 w Lukovie, zm. w październiku lub listopadzie 1943) – generał Królewskiej Armii Jugosławii, dowódca czetnicki w Czarnogórze, kolaborant faszystowski; przewodniczący Komitetu Narodowego w Niezależnym Państwie Czarnogórskim podczas II wojny światowej.

## Życiorys
Od 1923 służył w armii jugosłowiańskiej. Do 1927 sprawował funkcję zastępcy dowódcy 32. pułku piechoty. W latach 1927–1932 dowodził kolejno 38. i 10. pułkiem piechoty. Następnie został dowódcą piechoty w wojskowym dystrykcie w Kosowie, a w 1936 zastępcą dowódcy wojskowego dystryktu Moravske. W latach 1939–1941 był sędzią w Najwyższym Sądzie Wojskowym, z przerwą w 1940, kiedy objął funkcję dowódcy piechoty wojskowego banowiny zeckiej. Krótko przed wybuchem wojny z Niemcami w kwietniu 1941 był dowódcą piechoty wojskowego dystryktu Dunajski. Jednocześnie miał tytuł bana banowiny zeckiej.
Po zajęciu Czarnogóry przez wojska włoskie podjął kolaborację z okupantami. Został mianowany przewodniczącym czarnogórskiego Komitetu Narodowego. 9 marca 1942 na spotkaniu w Cetynii ogłoszono go komendantem wszystkich oddziałów czetników w Czarnogórze i Sandżaku. Zostało to zaakceptowane przez płk. Dragoljuba Mihailovicia, przywódcę wszystkich czetników. 24 lipca tego roku generał B. Đukanović zawarł porozumienie z gen. Alessandro Pirzio Birolim, reprezentantem Włoch w Czarnogórze. 19 października 1943 został schwytany przez partyzantów NOVJ w zasadzce koło monastyru w Ostrogu, którzy wkrótce go osądzili i wykonali na nim karę śmierci.